# 中島怜
中島 怜（なかしま れい、2004年11月27日 - ）は、日本の女性歌手。愛知県瀬戸市出身。所属事務所はe-stone music、所属レーベルはFlyingDog。愛称は「れいまる」「れいれい」。

## 略歴
幼い頃に観た『カードキャプターさくら』や『けいおん!』の影響でアニメや音楽に興味を持ち始めた。中学2年生のとき、学校で歌った「ハレルヤコーラス」を教師に褒められ、歌手になる希望を抱く。音楽大学受験のため、高校2年生からボイストレーニングに通い、アコースティックギターで作詞作曲を始める。
2022年、アニメ音楽レーベルのフライングドッグが企画した「犬コン!〜フライングドッグ15周年記念アーティスト発掘オーディション〜」に応募。1,000名を超える応募者の中から、声優・歌手・シンガーソングライター部門グランプリを受賞した。
2023年4月、音楽大学に進学。同年7月19日、デビューシングル「サプライズ」（テレビアニメ『シュガーアップル・フェアリーテイル』第2期OPテーマ）をリリースした。
2024年1月28日、日本武道館で行われた音楽イベント『リスアニ! LIVE 2024 SUNDAY STAGE』に出演。デビュー曲「サプライズ」やライブ初披露となる新曲「GA-TAN GO-TON」などを披露。中島にとってこれが初めての武道館でのライブとなる。
同年11月24日、初めて自ら作詞・作曲を手掛けた楽曲「おとな扱い」を東京・Veats Shibuyaで開催した『中島怜バースデーイベント2024 ～20歳のれいまるにじゅうまる!～』内で初披露した後、同月27日に配信リリースした。

## 人物
- プロフィールにおける血液型はAB型、身長147cm、趣味・特技は「絵を描くこと（アボリジニアートなど）、ギター、アニメ鑑賞」、好きな食べ物は「白米、和菓子」[9]。「怜」という名前はレイ・チャールズを好きな母親がつけてくれた[2]。
- 性格はマイペースでゆったり型。食事は1時間から1時間半かけてたくさん食べる[3]。なにごとも納得するまでやらないと気がすまないタイプでもある[2]。
- 「犬コン!」に応募したきっかけは、募集ポスターに大好きな『カードキャプターさくら』が載っていたため。最終審査ではギター演奏を失敗したり、課題曲『愛・おぼえていますか』の歌詞を噛んだりしたので、グランプリを受賞できて本当に驚いたという[2]。
- 曲作りはメロディと歌詞が合わさった状態で浮かんでくるので、フルコーラス作ってからコードを付けるという流れで作っている。よく「珍しいね」と言われる[4]。
- レーベルの先輩である東山奈央の熱心なファン[3]で、姉のように慕っている[10]。

## ディスコグラフィ

### シングル
|        | 発売日        | タイトル      | 規格品番 | 規格品番   | オリコン 最高位 |
| 初回盤 | 発売日        | タイトル      | 通常盤   |            | オリコン 最高位 |
| ------ | ------------- | ------------- | -------- | ---------- | --------------- |
| 1st    | 2023年7月19日 | サプライズ    | VTZL-230 | VTCL-35360 | 109位           |
| 2nd    | 2024年5月29日 | GA-TAN GO-TON | VTZL-240 | VTCL-35374 | 53位            |

### 配信シングル
| 発売日         | タイトル   | 備考 |
| -------------- | ---------- | ---- |
| 2024年11月27日 | おとな扱い |      |

### タイアップ
| 楽曲          | タイアップ                                                                | 時期   |
| ------------- | ------------------------------------------------------------------------- | ------ |
| サプライズ    | テレビアニメ『シュガーアップル・フェアリーテイル』第2期オープニングテーマ | 2023年 |
| GA-TAN GO-TON | テレビアニメ『終末トレインどこへいく?』オープニングテーマ                 | 2024年 |

## 出演

### ラジオ
- Room in the ear～わんわん!れいののラジオ（2023年7月2日 - 、FM FUJI）
  - 毎週日曜日18時30分から18分54分に放送。パーソナリティーは中島と声優の大渕野々花（「犬コン！」特別賞）。
- 中島怜の今日もはなまる!らじお（2025年4月6日 - 、CBCラジオ）
  - 毎週日曜日 22時00分から22時30分放送[12]。